# KFUK-KFUMs Scoutförbund
KFUK-KFUMs Scoutförbund ist der Verband der Pfadfinderinnen und Pfadfinder im YMCA in Schweden. 
Mit circa 10.000 Mitgliedern ist der Verband der drittgrößte Pfadfinderverband im Svenska Scoutrådet. Derzeit existieren 200 Gruppen der KFUK-KFUMs-Scouts in ganz Schweden. KFUK (Kristliga Föreningen Unga Kvinnor) ist der Verein christlicher junger Frauen und KFUM (Kristliga Föreningen Unga Män) der männliche Geschwisterverband. Die beiden Verbände haben insgesamt 77.000 Mitglieder in Schweden.
Inhaltlich verbindet der KFUK-KFUMs Scoutförbund die christlichen Werte des YMCA mit der Arbeitsmethode und der Idee des Internationalen Pfadfindertums.